# MME (интерфейс)
MME (англ. MultiMedia Extensions — мультимедийные расширения) — семейство программных интерфейсов (API) системы Windows для работы с мультимедийными устройствами (преимущественно звуковыми платами) и файлами. В англоязычной литературе часто встречается под обозначением WinMM (англ. Windows MultiMedia) — по названию системной DLL, реализующей функции интерфейсов.
Семейство MME/WinMM было анонсировано в Windows 3.0, и первоначально включало следующие средства:
- воспроизведение и запись оцифрованного (квантованного) звука
- передача и приём сообщений MIDI
- управление микшером звуковой платы (регулировка громкости, тембра, переключение каналов и т. п.)
- получение информации о состоянии джойстиков
- работа с таймером реального времени
- чтение и создание файлов формата RIFF

Впоследствии в MME были добавлены средства работы с глобальными звуковыми эффектами (gfx).
Средства работы с цифровым звуком MME включают операции как низкого уровня (доступ к звуковому устройству, выбор режимов работы, запуск/остановка потока, перемещение буферов данных), так и высокого (воспроизведение звукового файла одной командой, организация простого потока и т. п.). Группа операций высокого уровня объединена в отдельный интерфейс под названием MCI.
Средства MME для работы с оцифрованным звуком (англ. Waveform Audio) разрабатывались, как универсальное и простое средство воспроизведения и записи звука. Благодаря этому они хорошо подходят для потоковой работы с достаточно долгими звуковыми сигналами, но ограниченно применимы в условиях реального времени, когда необходимо соблюдать жёсткие временные характеристики. Для этих целей лучше подходит интерфейс DirectSound.
В системах Windows версий 3, 95 и NT 3/4 использовались специальные сменные (англ. installable) мультимедийные драйверы режима пользователя (англ. user-mode). Большинство таких драйверов работало в паре с соответствующими драйверами режима ядра (англ. kernel-mode). При этом драйверы систем Windows 3/95 и NT 3/4 были несовместимы между собой, а для работы интерфейса DirectSound в драйверах для Windows 95 дополнительно требовалась специальная поддержка.
Начиная с версий Windows 98/2000, были введены универсальные драйверы типа WDM, которые могли использоваться во всех системах, и вдобавок автоматически поддерживали DirectSound. Вместе с этим, до появления Windows Vista можно было использовать и MME-драйверы. В Windows Vista поддержка MME-драйверов прекращена.